# Long Nam
Long Nam (tiếng Trung: 龙南市, Hán Việt: Long Nam thị) là một thành phố cấp huyện của địa cấp thị Cám Châu (赣州市), tỉnh Giang Tây, Cộng hòa Nhân dân Trung Hoa. Thành phố này có diện tích 1640,55 km2, dân số năm 2003 là 299.000 người. 

## Hành chính
Long Nam được chia ra làm 14 đơn vị hành chính cấp hương, gồm 9 trấn và 5 hương. Ngoài ra thành phố này còn quản lí 2 đơn vị tương đương cấp hương khác
- Trấn: Long Nam (龙南镇), Võ Đang (武当镇), Dương Thôn (杨村镇), Vấn Long (汶龙镇), Trình Long (程龙镇), Quan Tây (关西镇), Lý Nhân (里仁镇), Độ Giang (渡江镇), Cửu Liên Sơn (九连山镇)
- Hương: Đào Giang (桃江乡), Đông Giang (东江乡), Lâm Đường (临塘乡), Nam Hưởng (南亨乡), Giáp Hồ (夹湖乡)

Đơn vị ngang cấp hương khác
- Khu khai phát kinh tế Long Nam (江西龙南经济技术开发区)
- Lâm trường An Cơ Sơn (安基山林场)